# Freibrief

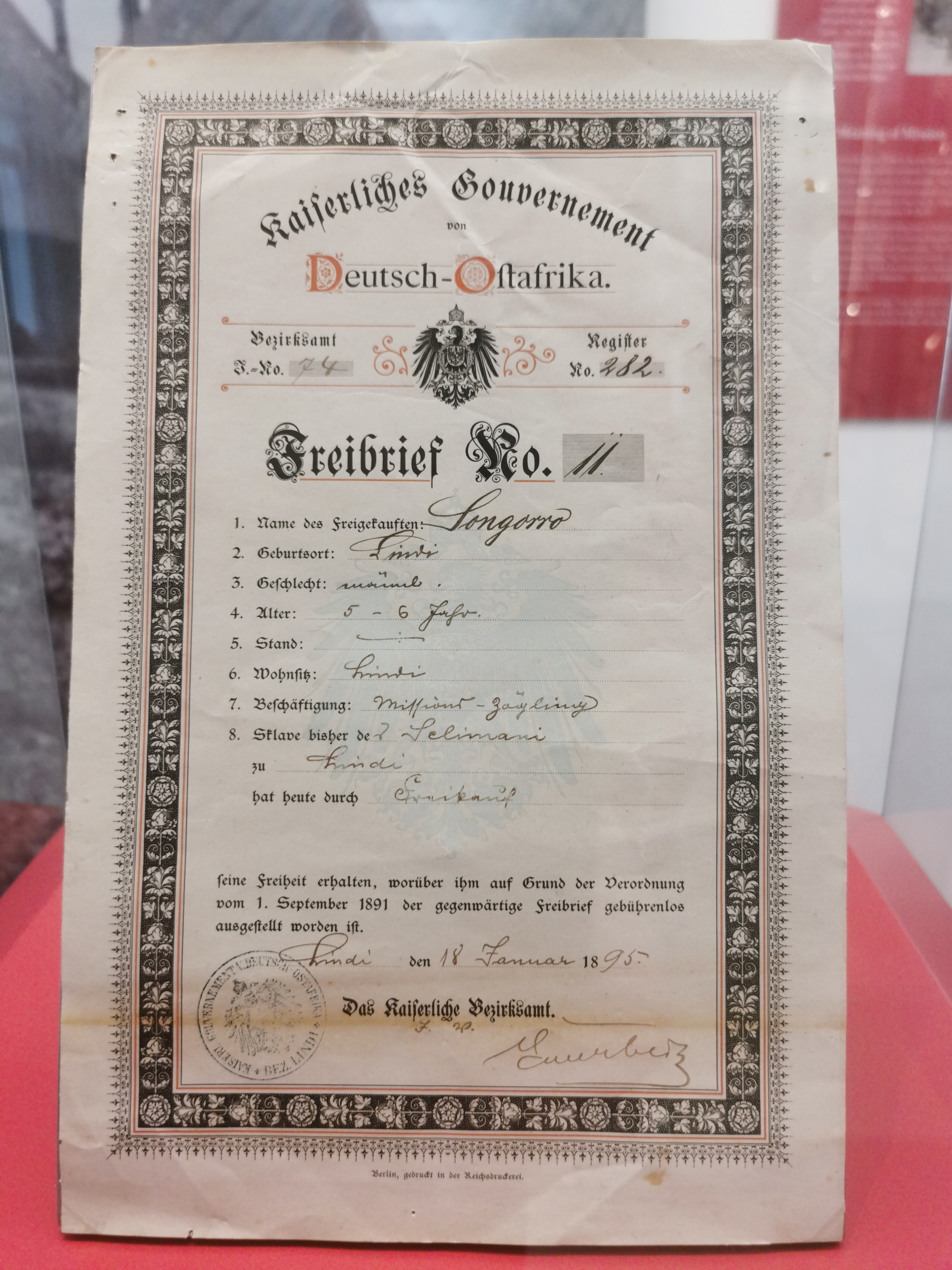
Freibrief für einen Sklaven (1895)

Ein Freibrief, auch Freiheitsbrief, ist eine zumeist königliche oder fürstliche Urkunde, durch die im Mittelalter bestimmte Privilegien verliehen wurden. So konnte beispielsweise die Entlassung aus der Leibeigenschaft durch einen Freibrief gewährt werden oder es wurde das Recht auf Kaperei als Freibeuter verliehen. Bekannt ist auch der Goldene Freibrief an die Siebenbürger Sachsen, der Zipser Freibrief an die Zipser Sachsen oder der Tiroler Freiheitsbrief.
Auch andere Freiheiten wie etwa das Münzrecht, freier Handel oder bestimmte Sonderrechte werden als Freiheiten oder Privilegien bezeichnet.
Abgesehen von historischen Bezügen wird das Wort meist in einem übertragenen Sinn verwendet. Duden nennt als Beispielsatz: „Karneval ist kein Freibrief für Ehebruch“.

## Beispiel
- Karl Heinz Burmeister: Der Feldkircher Freiheitsbrief von 1376. 1996.